# Angelika Taschen
Angelika Taschen (* 14. Juni 1959 in Homberg (Efze); auch Angelika (Herbert-)Muthesius) ist eine deutsche Kunsthistorikerin und Verlegerin.

## Leben
Angelika Taschen wurde 1959 als Tochter des Ehepaares Manfred und Ute Herbert geboren, die in Bonn eine Buchhandlung betreiben. Als Jugendliche erhielt sie eine Ausbildung zur klassischen Balletttänzerin bei Carole Maré in Bad Godesberg und machte parallel 1978 Abitur am Nicolaus-Cusanus-Gymnasium. Im selben Jahr bekam sie ein Engagement im Musical Sweet Charity im Kleinen Theater ihrer Heimatstadt. 1979 heiratete sie den Kunsthistoriker Stefan Muthesius, mit dem sie eine Tochter hat. Von 1979 bis 1985 studierte sie Germanistik und Kunstgeschichte in Heidelberg. 1986 wurde sie mit der Dissertation über Bühne und Bildende Kunst im Futurismus. Giacomo Balla, Enrico Prampolini, Fortunato Depero promoviert.
1987 begann sie ihre Tätigkeit im Verlag ihres späteren zweiten Ehemanns Benedikt Taschen, mit dem sie von 1996 bis 2004 verheiratet war. Von 1990 bis 2010 war sie Cheflektorin bzw. Verlegerin des Taschen Verlages. Gemeinsam machten die beiden mit preiswerten Kunstbänden für ein Massenpublikum Taschen zur Weltmarke und verkauften bis zu 20 Millionen Bücher jährlich. Angelika Taschen hat mehr als 150 Bücher zu Design, Kunst, Fotografie und Architektur herausgegeben, darunter 2000 das viel diskutierte Buch Leni Riefenstahl. Fünf Leben und 2008 einen Bildband über Schönheitschirurgie. 1998 erwarb sie zusammen mit Benedikt Taschen das Chemosphere House in Los Angeles, wo sie von 2000 bis 2004 lebte.
Im Magazin der Süddeutschen Zeitung schrieb sie von 2005 bis 2007 und in Monopol von Mai 2009 bis Mitte 2010 eine monatliche Kolumne. In Nicolette Krebitz’ Film Das Herz ist ein dunkler Wald war sie 2007 in einer kleinen Nebenrolle zu sehen. Von der Bild-Zeitung wurde sie 2010 zur „Lifestyle-Queen“ ernannt.
Nachdem Anfang 2010 verkündet wurde, Angelika Taschen trete in die Geschäftsführung des Distanz Verlags ein, wurde die Entscheidung noch im selben Jahr dementiert. Stattdessen gründete sie 2011 den Verlag Angelika Books, für den sie als Verlagsräumlichkeiten das Königliche Hofbaudepot in der Berliner Klosterstraße 47 erwarb.
Seit der Scheidung von Benedikt Taschen im Jahr 2004 hat sie ihren Lebensmittelpunkt in Berlin. Taschen hat eine Tochter aus erster Ehe sowie zwei Enkel.

## Werke
als Autorin
- (als Angelika Herbert-Muthesius:) Bühne und bildende Kunst im Futurismus, Bühnengestaltungen von Balla, Depero und Prampolini (1914–1929). Univ. Diss., Heidelberg 1985.

als Verlegerin
- Literatur von Angelika Taschen im Katalog der Deutschen Nationalbibliothek